# 菲利波斯·卡尔韦拉斯
菲利波斯·卡尔韦拉斯（希臘語：Φίλιππος Καρβελάς，1877年或1879年—1952年），希腊男子竞技体操运动员。他曾代表Ethnikos Gymnastikos Syllogos队获得1896年夏季奥运会体操比赛男子团体双杠季军。